# ピーター・ウェイランドの記録
『ピーター・ウェイランドの記録』（ピーター・ウェイランドのきろく、原題: TED 2023, またはThus Spoke Zarathustra, The Peter Weyland Files: TED Conference, 2023, Peter Weyland's 2023 TED Talk）は、SFアクション・メディア・フランチャイズ『エイリアン』を基とした短編映画である。フランチャイズの映画第5作『プロメテウス』のプロモーションとして、ルーク・スコットが監督し、デイモン・リンデロフが脚本を執筆したこの短編は、2012年2月28日および6月11日から10月9日までRSAフィルムズと20世紀フォックスにより公開された。これはガイ・ピアースが演じるピーター・ウェイランドが、2023年のTEDカンファレンスで未来のビジョンについて講演する様子を追っており、古典神話のプロメテウスの物語から始まり、人類の神格化までを論じている。2012年10月7日にYouTubeで配信された。
これは『エイリアン』フランチャイズで初の短編映画であり、公開時当初から批評家から称賛されていたが、2023年にはピアースによるウェイランドの演技とイーロン・マスク論争との比較が指摘されてさらに評価が高まった。

## プロット
映画『エイリアン』（1979年）から約1世紀前、映画『プロメテウス』（2012年）から約70年前に遡る2023年、著名な起業家・発明家でウェイランド・コーポレーションの創業者のピーター・ウェイランド卿は、ウェンブリー・スタジアム開催された2023年のTEDカンファレンスで、ウィスキーを一杯飲んだ後に影響力のある演説を行った。ウェイランドは『アラビアのロレンス』を引用した後、聴衆たちの前で人類史の主要な技術革新を挙列し、プロメテウスの物語と人間の神格化を強調しながら自社の野心的な計画を提示した。

## 製作
2012年のSF映画『プロメテウス』のバイラル・マーケティングの一環として、映画の登場人物たちの本編以前の数年間を描いた短編映画が数本公開された。その第1作『PETER WEYLAND 2023 TED TALK』は、ガイ・ピアースがピーター・ウェイランド役で出演し、2023年にカリフォルニア州ロングビーチで開催されるテクノロジーとデザインの年次イベントであるTEDカンファレンスを舞台とし、彼が自身の未来ビジョンについて演説する様子が描かれた。この場面はリドリー・スコットとデイモン・リンデロフが構想・デザインし、スコットの息子のルークが監督を務めた。リンデロフは「映画の登場人物がTEDトークをしたら本当にクールだろう」と考え、カンファレンスそのものを新しい観客に紹介したいと思っていたため、TEDとの共同製作となり、TEDを通じて配信された。 リンデロフは、その場面が未来的なスタジアムで展開される理由について、「ピーター・ウェイランドのような、そのエゴは膨大で、提唱するアイデアが傲慢そのものである人物は、TEDに対して『講演を依頼するならウェンブリー・スタジアムでやる』と主張するだろう」と説明した。
TEDコミュニティ・ディレクターのトム・リエリーは、これまでにプロモーション目的で使用されたことがなかったTEDブランドの使用許可を映画の製作陣が得るのを支援した。リリーは2023年カンファレンスのデザインにも関与し、その連携がTEDのウェブサイトに数百万人のユニーク訪問者をもたらしたと述べた。ビデオに伴い、2023年のカンファレンスに関するTEDブログと架空のウェイランド社の関連ウェブサイトも公開された。

## 公開
2012年2月28日に『PETER WEYLAND 2023 TED TALK』（Peter Weyland's 2023 TED Talk, 画面上の題は『TED 2023』が3分間の尺で初公開された。また3分の冒頭場面『Thus Spoke Zarathustra』は、2012年6月11日に公開された『プロメテウス』のエンドクレジット中に、ウェブサイト「Whatis101112.com」へのイースターエッグを介して公開された。2012年10月9日の発売の『プロメテウス』のBlu-rayとDVDにおいて、これら2つの短編を統合した約7分の『ピーター・ウェイランドの記録』（The Peter Weyland Files: TED Conference, 2023, 画面上の題は『TED 2023』）が特典として収録された。

## オンラインゲーム
2012年3月6日、ウェイランドのウェブサイトが更新され、オンラインゲームの一環として訪問者がTED 2023に「投資」できるようになり、これにより『プロメテウス』のプロモーション用の新たなメディアの公開される。

## 評価
『コライダー』のマット・ゴールドバーグは、「巧妙で魅力的なバイラル・マーケティング作品であり、ピーター・ウェイランドだけを取り上げたスピンオフ作品が欲しくなるほどだ」と述べ、野心的で雄弁、そしてどこか恐ろしいCEO役を務めたガイ・ピアースの「催眠術（のような演技）」を称賛した。また『The Film Stage』のジョーダン・ラウプは、この映画を「他の数多くのバイラル・キャンペーンが形式的に行われるのに比べ、まさに一服の清涼剤のような作品」と評した。
2023年の振り返りで、『Polygon』のトゥーサン・イーガンはこの短編を「これ自体が奇妙な予知」と呼び、「容赦のない時間の流れが、空想科学フィクションの最も大胆な予測を凌駕した一例であり、このビデオの最も興味深い点は、『プロメテウス』とのテーマ的または物語的な関係性ではなく、テックCEOが全体としてはるかに高い評価を受けていた私たちの大衆文化のある瞬間を、意図せずタイムカプセルとして残している点にある」と指摘し、特に、「やりたいことは何でもやりたい、そしてやりたいことを何でもできる人物として崇拝されたい男」として注目されるピーアス演じるピーター・ウェイランドを、「シリコンバレーの最も裕福な追放者」であるイーロン・マスクと比較し、そして、「SF大衆文化とハリウッドの一時的な流行の興味深い試金石であり、私たちの大衆文化におけるテック企業CEOの描き方がどのように変化したか、あるいは変化しなかったかをはっきりと浮き彫りにするためだけではなく、ガイ・ピアースがウェイランドの虚栄心全開の姿を大げさに演じるのを見るだけでも、再訪の価値が十分にある」とまとめた。